# Rastaman Vibration
| Críticas profissionais | Críticas profissionais |
| Avaliações da crítica  | Avaliações da crítica  |
| Fonte                  | Avaliação              |
| ---------------------- | ---------------------- |
| AllMusic               | [ 1 ]                  |
| Rolling Stone          | [ 2 ]                  |

Rastaman Vibration é um álbum de reggae de Bob Marley & The Wailers lançado em 30 de abril de 1976. O álbum foi um grande sucesso nos EUA, tornando-se o primeiro de Bob Marley a chegar ao top 10 no quadro da Billboard 200 (#8 lugar). Este é um dos três álbuns solo dos Wailers lançados em 1976, juntamente com Blackheart Man por Bunny Wailer e Legalize It por Peter Tosh.

## Faixas
| Lado um |                       |         |  |
| N.º     | Título                | Duração |  |
| 1.      | "Positive Vibration"  | 3:34    |  |
| 2.      | "Roots, Rock, Reggae" | 3:38    |  |
| 3.      | "Johnny Was"          | 3:48    |  |
| 4.      | "Cry to Me"           | 2:36    |  |
| 5.      | "Want More"           | 4:14    |  |

| Lado dois |                   |         |  |
| N.º       | Título            | Duração |  |
| 6.        | "Crazy Baldhead"  | 3:12    |  |
| 7.        | "Who the Cap Fit" | 4:43    |  |
| 8.        | "Night Shift"     | 3:10    |  |
| 9.        | "War"             | 3:36    |  |
| 10.       | "Rat Race"        | 2:50    |  |